# Michael Denis
Johann Nepomuk Cosmas Michael Denis (ur. 27 września 1729, zm. 29 września 1800 w Wiedniu) – był austriackim bibliografem, poetą i entomologiem.
Urodzony w Schärding nad rzeką Inn, w 1759 wstąpił do jezuitów. Pracował jako profesor w wiedeńskiej cesarskiej uczelni Theresianum będącej jezuickim kolegium. W roku 1784 poz rozwiązaniu kolegium został kustoszem biblioteki dworskiej, a po 7 latach głównym bibliotekarzem. 
Podziwiał poezję Klopstocka. Sam należał do tzw. "bardów" – klubu poetów Wiednia. W roku 1772 wydał swe poezje w tomie: Die Lieder Sineds des Barden. Przetłumaczył słynne "Pieśni Osjana" (1768–1769), które rzekomo odnalazł, a tak naprawdę stworzył szkocki poeta James Macpherson). Przetłumaczone dołączył do 5 tomów wydanych w 1674 pod tytułem: Ossians und Sineds Lieder.
Dziś ceniony przede wszystkim jako tłumacz i popularyzator poezji północnych Niemiec. W latach 1762–1766 wydał w trzech tomach Sammlung kürzerer Gedichte aus den neuern Dichtern Deutschlands. 
Pozostawił też kilka bibliograficznych kompilacji takich jak: Grundriss der Bibliographie und Bücherkunde (1774), Grundriss der Literaturgeschichte (1776), Einleitung in die Bücherkunde (1777), i Wiens Buchdruckergeschichte bis 1560 (1782).
Ignaz Schiffermüller pomagał mu stworzyć wspaniała kolekcję motyli, przechowywaną w Hofburgu, lecz zaginioną w rewolucji 1848 roku.

## Dzieła
- Poetische Bilder der meisten kriegerischen Vorgänge in Europa seit dem Jahr 1756, Wien 1760
- Die Gedichte Ossians, eines alten celtischen Dichters, aus dem Englischen übersetzt, Wien 1768–69
- Einleitung in die Bücherkunde, Wien 1777–1778
- Die Lieder Sineds des Barden, Wien 1772
- Systematisches Verzeichniß der Schmetterlinge der Wienergegend herausgegeben von einigen Lehrern am k. k. Theresianum (mit Schiffermüller), Wien 1775
- Grundriß der Bibliographie, Wien 1777
- Die Merkwürdigkeiten der k. k. garellischen öffentlichen Bibliothek am Theresiano, Wien 1780
- Bibliotheca typographica Vindobonensis ab anno 1482 usque ad annum 1560, Wien 1782 (auch deutsch Wiens Buchdruckergeschichte bis 1560, Wien 1782–93
- Ossian und Sineds Lieder, 5 Bände, 1784
- Kurze Erzählung der Streitigkeiten über die alten Urkunden, Heidelberg 1785
- Zurückerinnerungen, Wien 1794
- Carmina quaedam, Wien 1794
- Beschäftigungen mit Gott schon in dem 12. Jahrhundert gesammelt, Wien 1799